# Aburina electa
Aburina electa är en fjärilsart som beskrevs av Karsch 1896. Aburina electa ingår i släktet Aburina och familjen nattflyn. Inga underarter finns listade i Catalogue of Life.